# Carcharodus alceae
Grisette, Hespérie de l'alcée
Espèce
La Grisette ou Hespérie de l'alcée (Carcharodus alceae) est une espèce de lépidoptères (papillons) de la famille des Hesperiidae et de la sous-famille des Pyrginae.

## Systématique
L'espèce Carcharodus alceae a été décrite par Eugen Johann Christoph Esper en 1780 sous le protonyme Papilio alceae.
Elle est l'espèce type du genre Carcharodus Hübner, [1819].

### Synonymie
- Papilio alceae Esper, 1780
- Papilio malvarum Hoffmannsegg, 1804

### Noms vernaculaires
- en français : la Grisette, l'Hespérie de l'alcée, l'Hespérie de la passe-rose, l'Hespérie de la guimauve, l'Hespérie de la mauve[2]
- en anglais : Mallow Skipper[3]
- en allemand : Malven-Dickkopffalter
- en espagnol : Piquitos castana[3]

### Sous-espèces
- Carcharodus alceae alceae – en Europe et en Afrique du Nord
- Carcharodus alceae swinhoei Watson, 1893[4] – présent en Afghanistan et dans le nord-ouest de l'Inde
- Carcharodus alceae wissmanni Warnecke, 1934[3]

## Description

### Imago
L'imago a une envergure de 25 à 34 mm. Le dessus des ailes est marbré de marron, marron foncé et gris, et la marge des ailes postérieures est dentelée. Le revers est plus clair et les ailes antérieures des mâles n'ont pas de touffe de poils.

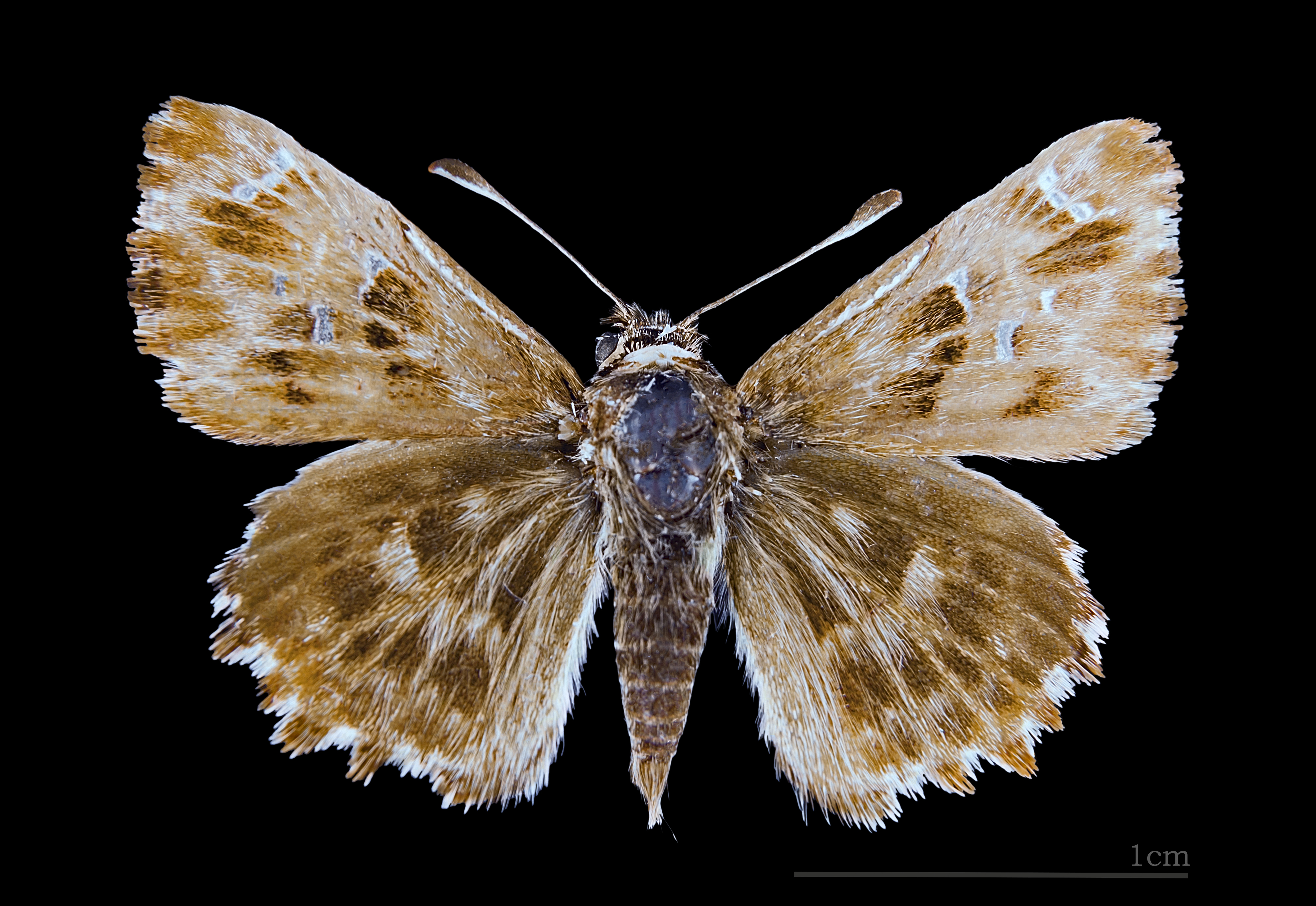
Revers de la femelle (coll.MHNT)
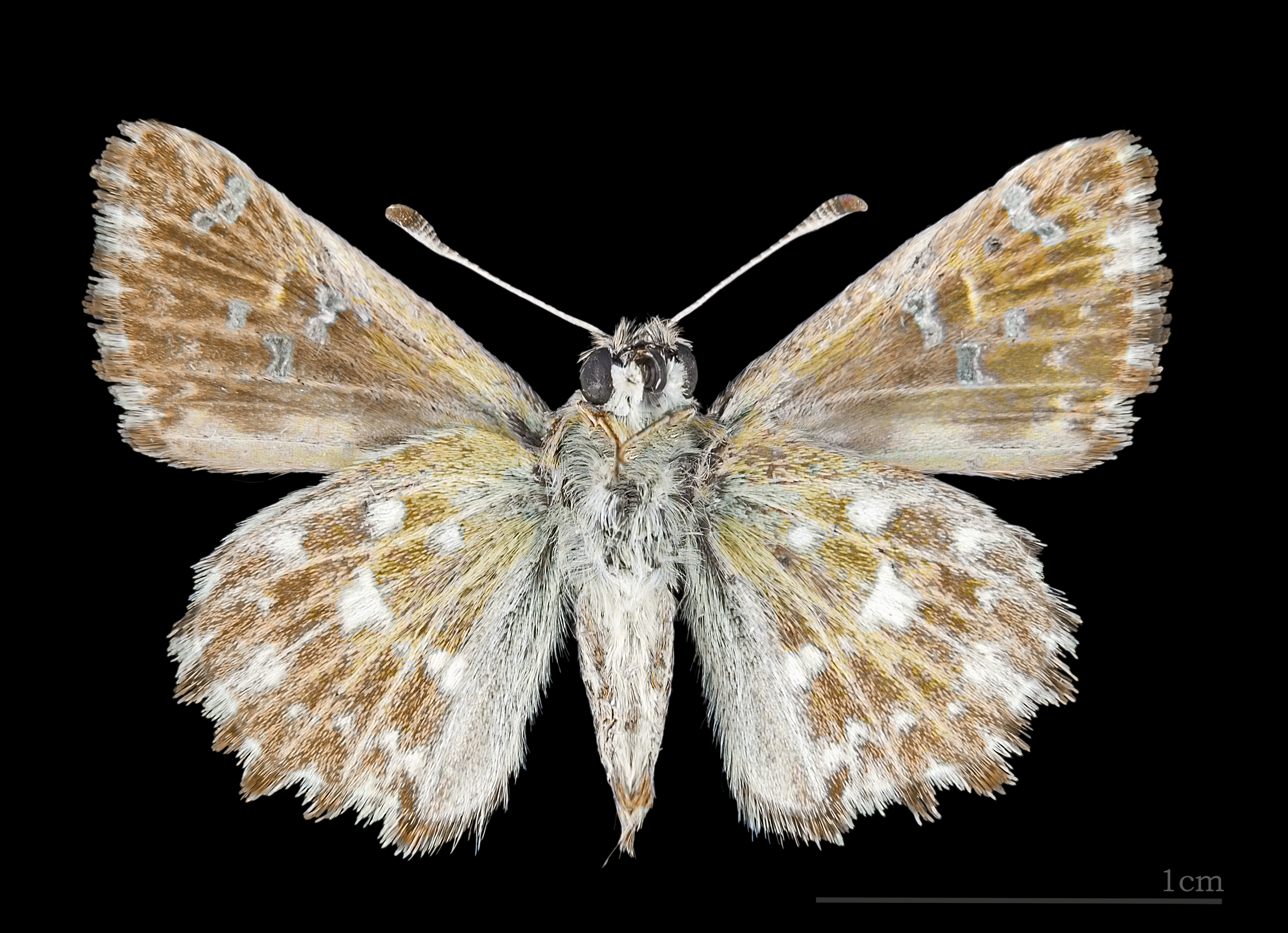
Avers de la femelle (coll.MHNT)

### Chenille
La chenille est de couleur beige, poilue, avec une tête noire et un collier jaune.
Elle se constitue un abri dans une feuille de la plante hôte.

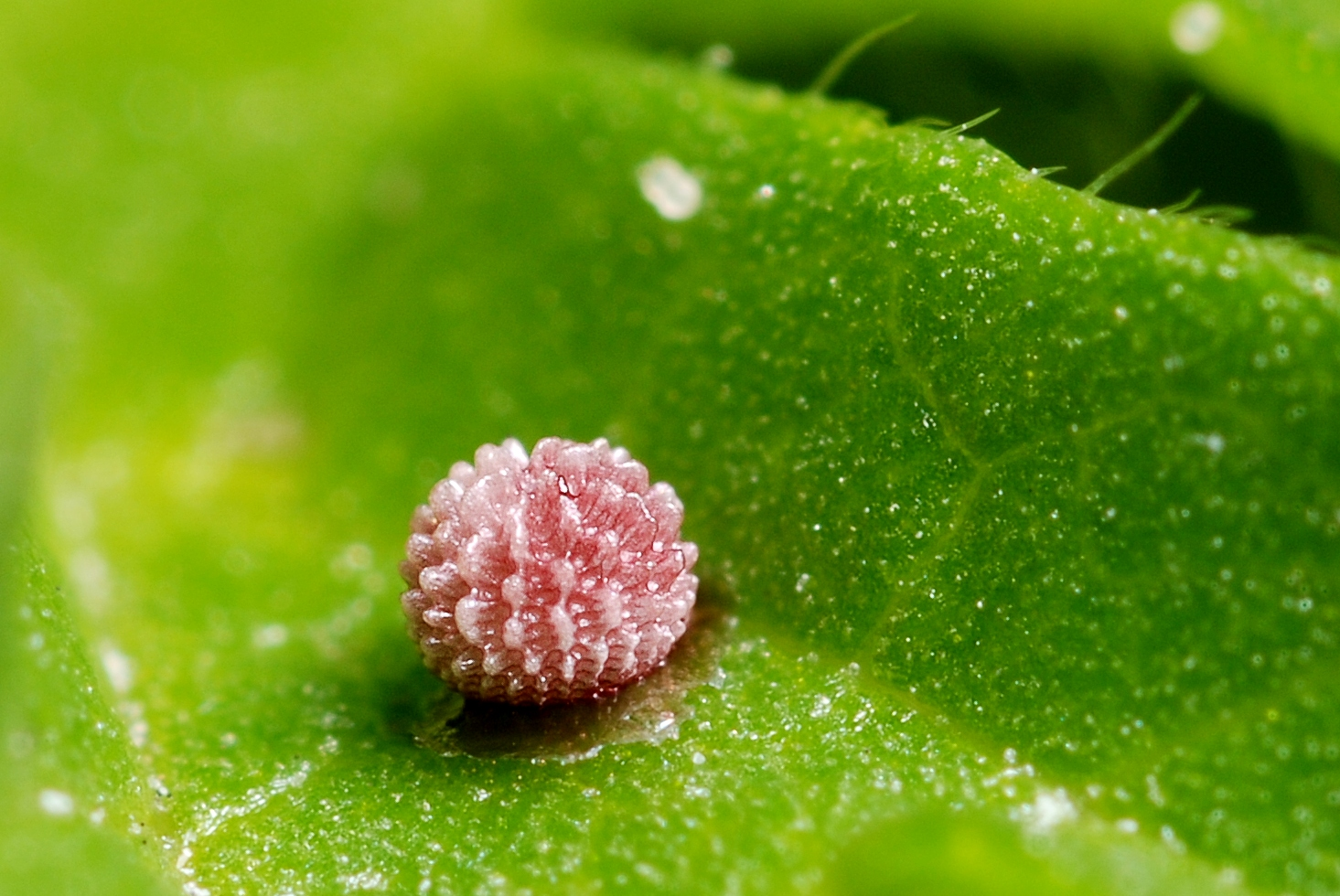
Œuf
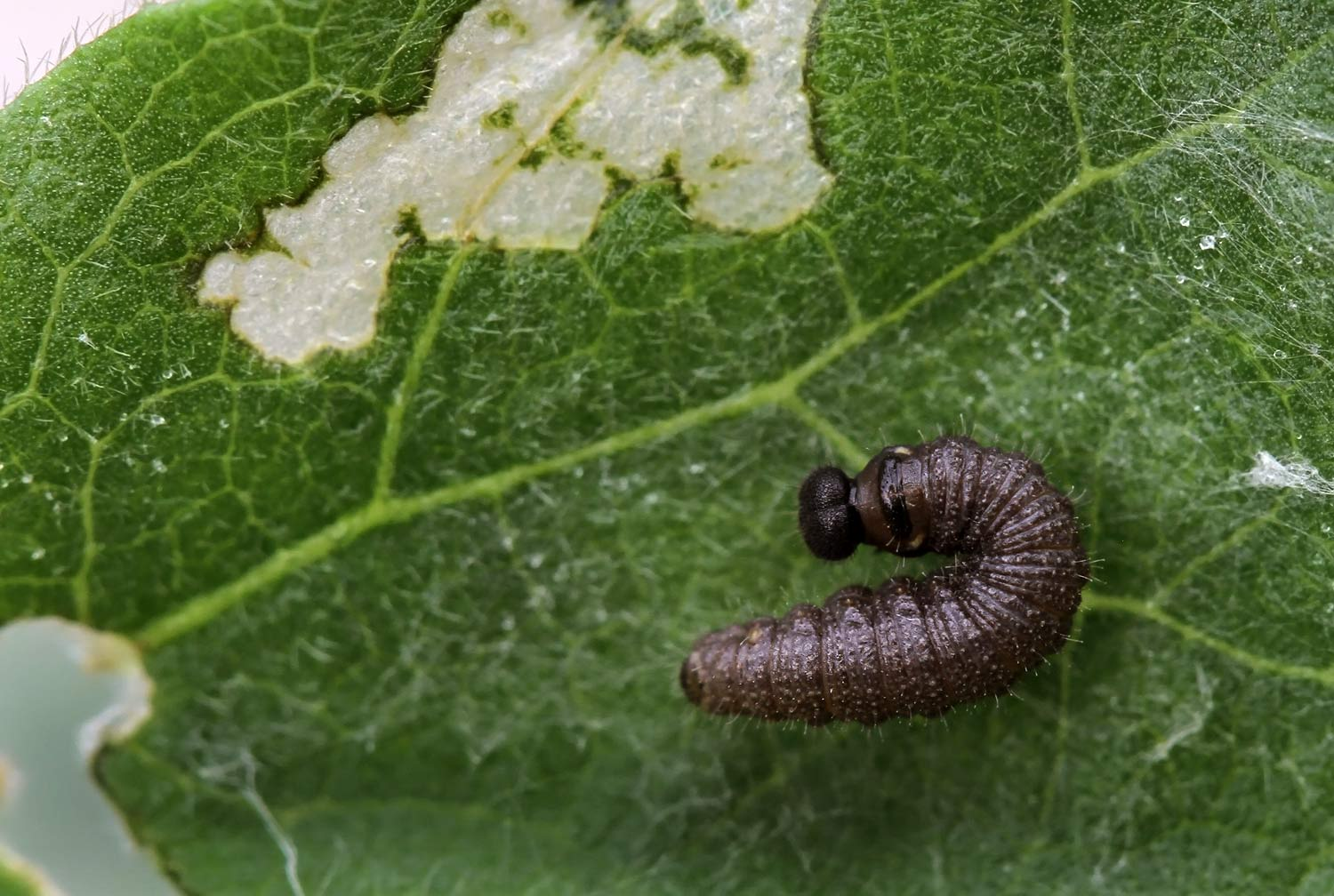
Jeune chenille
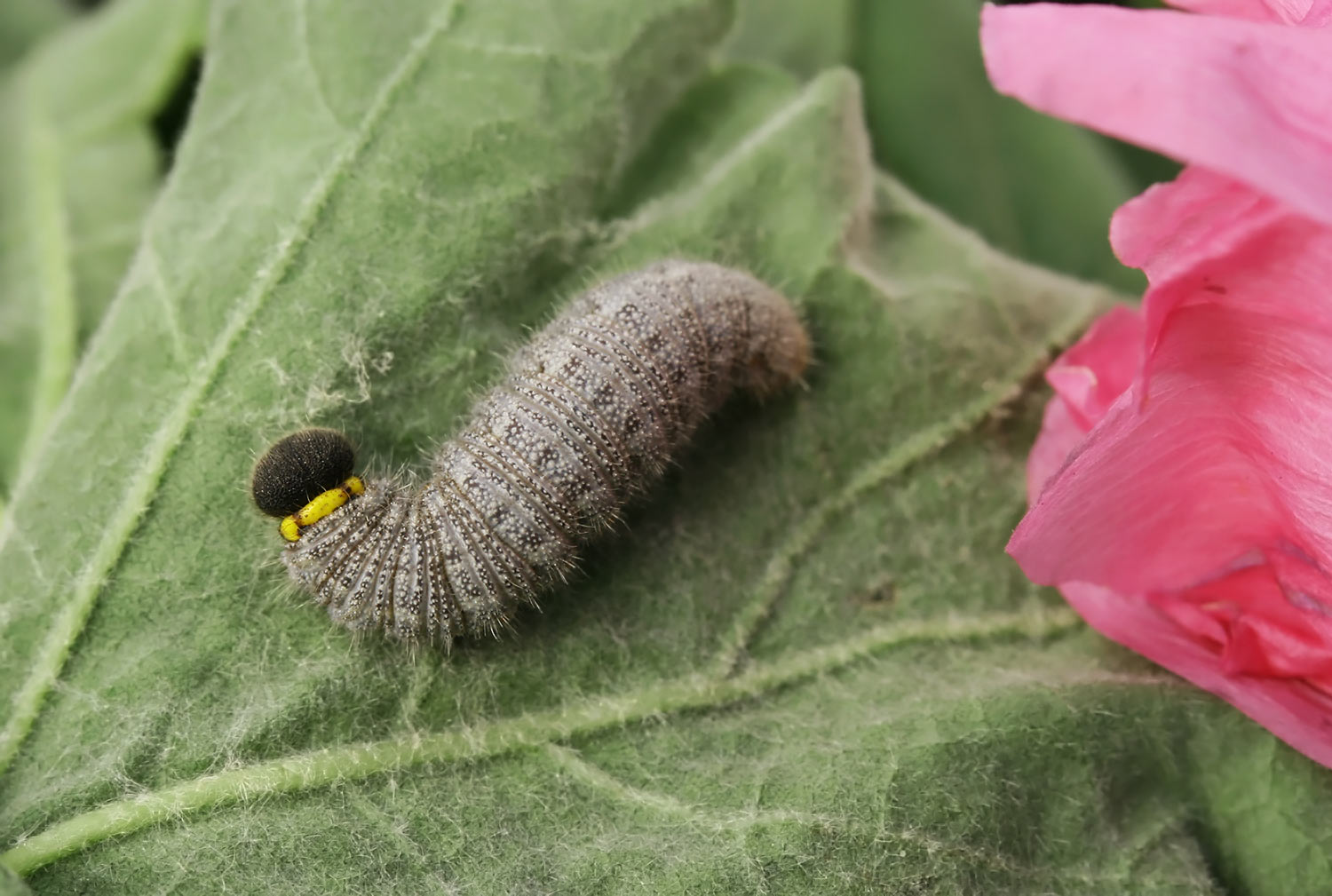
Chenille
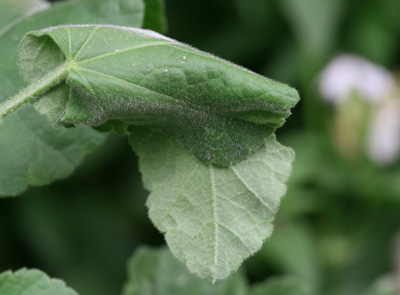
Abri fabriqué par la chenille

## Biologie

### Période de vol et hivernation
Carcharodus alceae est polyvoltine : elle produit de trois à quatre générations entre avril et octobre.
Elle hiverne au stade de chenille.

### Plantes hôtes
Les plantes hôtes de sa chenille sont des Malva (surtout Malva sylvestris, mais aussi Malva neglecta, Malva moschata, Malva pusilla et en Espagne Malva rosea), des Althaea, Lavatera sp. et Hibiscus sp.,.

## Écologie et distribution
Carcharodus alceae est répandue dans le Sud et le centre de l'Europe, jusqu'au 50°N et dans l'Asie tempérée, dans le Sud de la Sibérie et le Nord de l'Inde,.
Elle est présente dans toute la France métropolitaine, ainsi qu'en Belgique, où elle a le statut « non menacé ».

### Biotope
L'espèce se rencontre en plaine, dans les prairies, jardins et friches.

### Protection
L'espèce n'a pas de statut de protection particulier en France.